# Blepharis pascuorum
Blepharis pascuorum är en akantusväxtart som beskrevs av Spencer Le Marchant Moore. Blepharis pascuorum ingår i släktet Blepharis och familjen akantusväxter. Inga underarter finns listade i Catalogue of Life.